# Zero Emission Hyper Sonic Transport
Zero Emission Hyper Sonic Transport ali ZEHST je EADSov projekt nadzvočnega potniškega letala. Letalo naj bi bil naslednik nadzvočnega Concorda. Projekt so oznanili 18. junija 2011 na Pariškem letalskem mitingu. Letel naj bi pri hitrosti 4 mache na višini 
32 kilometrov in bi prevažal 50-100 potnikov. Imel bi tri pogonske sklope, dva turboventilatorska motorja za vzlet in let do 0,8 macha, potem pa bi vklopil raketne motorje za pospeševanje do hitrosti 2,5 macha. Nazadnje bi se vklopila dva nadzvočna motorja ramjet (potisna cev) za doseg potovalne hitrosti 4 machov. Letalo naj bi poganjalo biogorivo iz morske trave.
Letalo naj bi bilo med vzletom zaradi uporabe turboventilatorskih motorjev enako glasno kot sedanja reaktivna letala. Od Londona do Japonske naj bi letelo manj kot tri ure.